# Остробрамская икона Божией Матери
Остробрамская икона Божией Матери (лит. Aušros Vartų Dievo Motina, пол. Matka Boska Ostrobramska, бел. Маці Божая Вастрабрамская) — икона Божией Матери, находящаяся в католической часовне над городскими воротами Острая брама в Вильнюсе. Почитается как католиками, так и православными. Считается одной из главных христианских святынь Литвы.
День памяти в Католической церкви — 16 ноября, в Православной церкви — 8 января (26 декабря), 27 (14) апреля.

## Название
Название иконы обусловлено тем, что часовня в Вильне (Вильнюсе), в которой находилась икона, была сооружена на «остром» (возвышенном) конце города над воротами. Впоследствии слово «врата» заменилось местным «брама».

## Авторство и датировка
В католицизме считается, что Остробрамская икона западного происхождения. Католики видят в ней образ Непорочной Девы Марии, который возник в западно-европейском искусстве во второй половине XVI века. 
Вильнюсский исследователь профессор И. Ремер пришел к заключению, что икона была написана в XV—XVI веках.
Историк Юозас Юргинис писал, что в 1927 году, когда возникла необходимость в реставрации иконы, был сделан вывод, что икона написана в эпоху Возрождения, во второй половине XVI века художником итальянской школы.
Польский историк Владислав Томкевич приписывал авторство иконы Лукашу Порембскому и датировал её 1619 годом. Другой польский исследователь Мечислав Скрудлик (1887—1941) на основе анализа форм и живописной техники определил время создания иконы 1630—1650 годы. Он связывал её происхождение с аналогичным образом Богоматери в церкви Тела Христова в Кракове, написанным краковским художником Лукашем в 1624 году. 
В 1990 году Мария Каламайская Саид в своей докторской диссертации доказывала, что неизвестный художник для создания Остробрамской иконы использовал гравюру, наиболее вероятно выполненную Томасом де Лье (1560—1612), который в свою очередь использовал графику голландского художника Мартина де Воса. По её мнению, по стилевым характеристикам икона могла быть написана в 1620—1630 годах, возможно, в Вильне.

## Описание
Согласно исследованиям 1927 года, первоначальна икона была написана темперой, а затем переписана масляной краской. В третий раз икона была слегка переписана художником Канутом Русецким в середине XIX века. Написана на восьми соединённых дубовых досках толщиной 2 см. Размер иконы — 165 × 200 см. Относится к редкому типу изображения Богоматери без младенца на руках. 
На голове Богородицы двухъярусная корона: нижняя позолоченная корона (1700 год) и верхняя серебряная позолоченная корона (1750 год). Фигура Богоматери частично закрыта позолоченным серебряным барочным окладом (XVII век), открыты только склонённый набок лик и скрещённые руки. Внизу икона украшена серебряным полумесяцем — вотивным даром (1849 год) с выгравированным текстом на польском языке: «Благодарю Тебя, Матерь Божия, за то, что вняла моим просьбам, молю Тебя, Матерь Милосердия, сохрани меня в Твоей пресвятой благодати и заботе. WJJ 1849 года». Нимб Богоматери окружён лучами сияния со звёздами. Богородица изображена в момент Благовещения. По сторонам иконы находятся золочёные статуи Иоакима и Анны, родителей Девы Марии.

## Предания о происхождении иконы

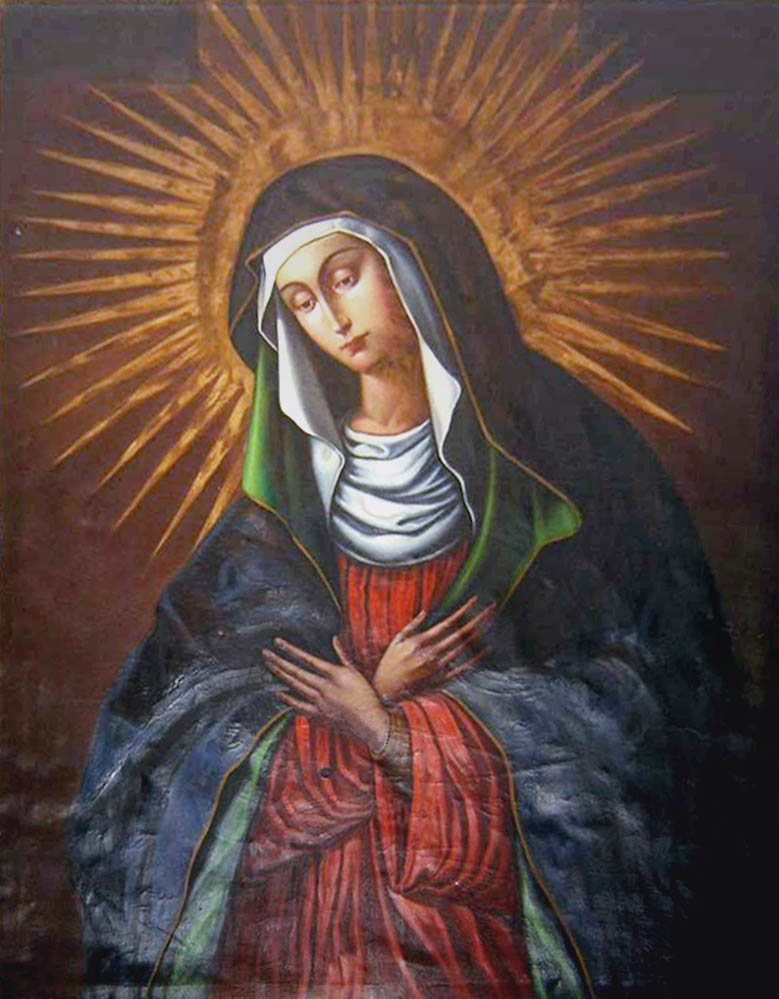
Икона без оклада

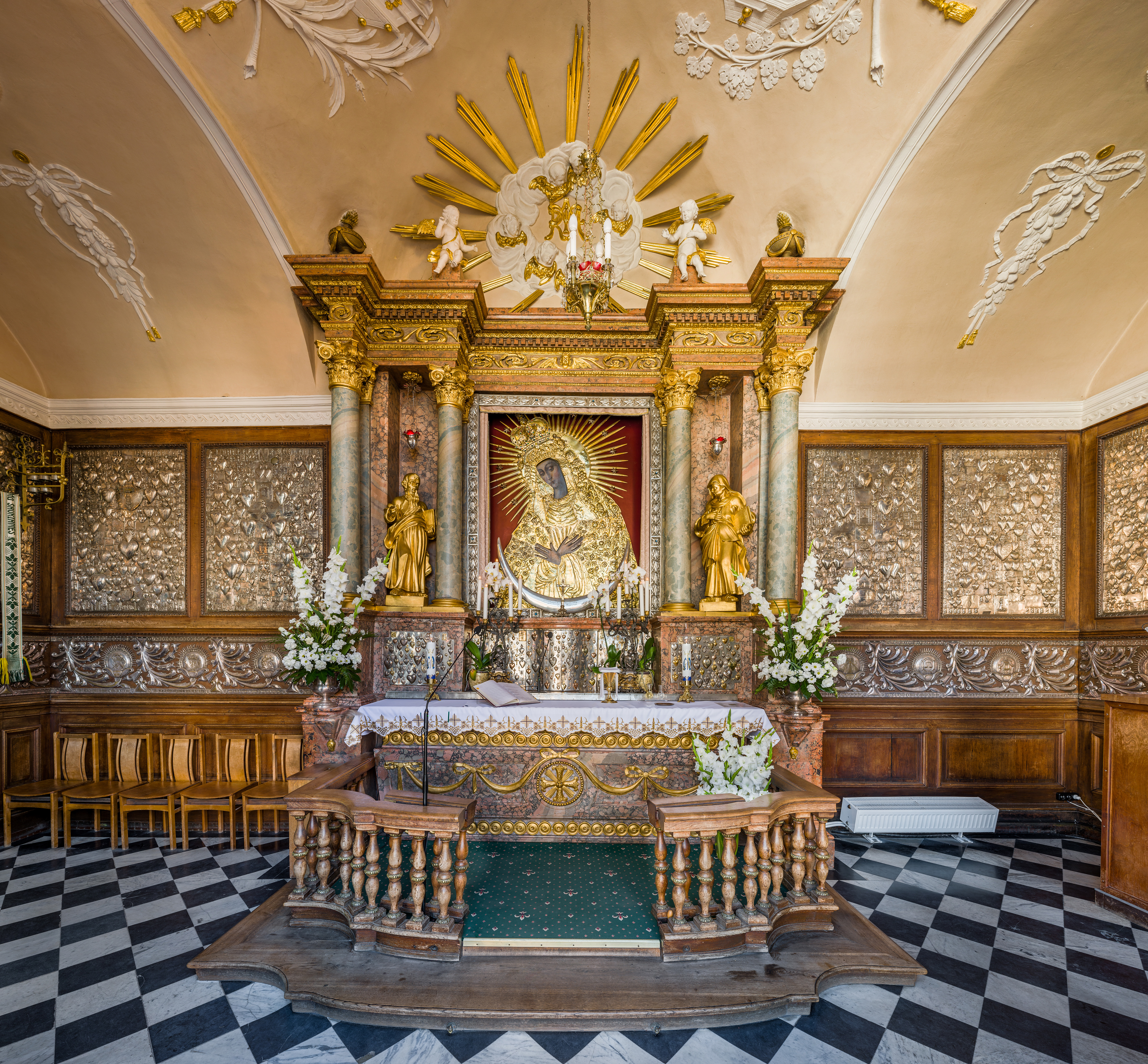
Вид внутри часовни с Остробрамской иконой, Вильнюс

В православии сохранилось несколько преданий, повествующих об истории происхождения образа. Согласно одному из них, икона была принесена из Корсуни великим князем Ольгердом в XIV веке и подарена его первой супруге Марии. Вторая супруга великого князя, Иулиания, передала икону в Свято-Троицкую церковь в Вильно, откуда образ попал в часовню у Острых ворот. Эта версия была опубликованная в 1839 году историком Теодором Нарбутом в книге «Древняя история литовского народа». Нарбут, для доказательства своей гипотезы основывал свою версию на имевшейся у него рукописи венденского каноника Даниэля Лодзяты. Нарбут полагал, что Ольгерд получил икону в числе военных трофеев во время похода на Корсунь в 1363 году. Версия Нарбута не находит подтверждения в ряде крупных работ, посвящённых истории чудотворных икон Богоматери. Так, в одной из самых ранних книг, посвящённых чудотворным иконам в Польше и Великом княжестве Литовском, Войцеха Кояловича среди перечисленных икон, находящихся в Великом княжестве Литовском, в том числе и Вильно, нет упоминания об Остробрамской иконе.  
Согласно второму преданию, икона была прислана Ольгерду греческим императором Иоанном Палеологом, когда тот узнал о принятии Ольгердом христианства. Согласно третьему источнику, чудотворная икона сама чудесно явилась на Острых воротах 14 апреля 1431 года. 
В 1829 году при снятии ризы в процессе реставрации на иконе была выявлена древняя славянская надпись — хвалебная песнь Богородице «Честнейшую Херувим».
Искусствовед Ирина Языкова отмечала, что икона, перед которой молился в своей келье преподобный Серафим Саровский, является не образом типа «Умиление» (Элеуса — это наиболее нежное и трогательное изображение Матери Божией и Младенца Иисуса, на котором обычно Матерь прижимается к Сыну), а принадлежит к типу, близкому к Остробрамской иконе Божией Матери.

## История
В католицизме считается, что икона была создана специально для ворот городской стены Вильнюса. Первое достоверное письменное упоминание об Остробрамской иконе содержится в «Хронике монастыря кармелитов босых в Вильно». Хроника говорит о торжественном переносе иконы в построенную в 1671 году каплицу (часовню). Именно к этому году относится первое чудо, совершённое посредством иконы — спасение жизни ребёнка. Второе чудо датируется 1702 годом.
Во время городского пожара 1715 года деревянная часовня сгорела. Спасенная икона была помещена в кармелитский костёл Святой Терезы. В 1713—1715 годах была построена новая каменная часовня, куда с торжественной процессией и была перенесена икона. Культ Остробрамской иконы Девы Марии получил более широкое развитие после того, как во второй неделе ноября 1735 года главным торжеством в Острой Браме стал праздник Покрова Пресвятой Девы Марии.
Первым печатным источником, в котором упоминался культ Остробрамской иконы, была книга ксёндза иезуита Корсака, изданная в 1748 года.
В 1800—1805 годах оборонительные стены Вильно, построенные в XVI веке, были разобраны. Только Острые ворота остались неповреждёнными благодаря установленной в них часовне, что было удобно для кармелитов, которые стали хранителями часовни и других архитектурных и исторических памятников Вильно. Современный вид часовня приобрела в 1830 году в стиле классицизма. В 1844 году часовня была передана в ведение епархиального католического духовенства. В 1936 году кармелиты вновь захватили часовню, однако в 1948 году литовские священники снова взяли на себя управление часовней.
Разрешение на коронацию иконы было получено в 1927 году во время визита архиепископа виленского Ромуальда Ялбжиковского в Рим. Торжественный акт коронации по декрету папы римского Пия XI (который в 1920 году в качестве апостольского нунция служил святую мессу перед алтарём Остробрамской Божией Матери) был осуществлён 2 июля 1927 года митрополитом варшавским кардиналом Александром Каковским в присутствии польского епископата, Юзефа Пилсудского и президента Польши Игнация Мосцицкого перед кафедральным собором. После коронации в 1928 году образ был помещён в часовне в специальном металлическом контейнере, предохраняющем его от пожаров и воров. В настоящее время судьба корон, благословленных папой Пием XI, неизвестна. Спрятанные для сохранности в начале Второй мировой войны, об их местонахождении позже было забыто. В настоящее время на иконе находятся короны XVIII века.

## Празднование
День памяти в Католической церкви — 16 ноября, в Православной церкви — 8 января (26 декабря), 27 (14) апреля.
В Вильнюсе торжества перед иконой католики совершают в течение восьми дней ноября, которые включают 16-й день месяца.

## Остробрамская икона в искусстве и литературе
Культ иконы Богоматери в Острой Браме в Вильно нашёл отражение в поэзии. К ней обращались известные поэты — Адам Мицкевич (начало поэмы «Пан Тадеуш»), Владислав Сырокомля, Максим Богданович.
Очевидно, в середине XVIII века были сложены специальные песни, которые пели верующие в каплице перед чудотворной иконой. Одной из первых песен, как считают исследователи Остробрамской поэзии, была песня «Obrona wielka miasta Gedymina» («Защитница всесильная града Гедимина»), впервые опубликованная в 1756 году в «Złoty altarik» («Золотой алтарик»).